# Estación de Porto-São Bento
La estación de Porto-São Bento (en portugués: Estação Ferroviária de Porto-São Bento) es una estación de ferrocarril localizada en la Praça de Almeida Garrett, en la ciudad de Oporto, Portugal , esta estación es especialmente conocida por sus paneles de azulejos.

## Historia
A pesar de que el primer tren llegó el día 7 de noviembre de 1896, la estación solo fue inaugurada oficialmente en 1916. El edificio, de influencia francesa, es una de las más importantes obras artísticas de principios del siglo xx, es del arquitecto José Marques da Silva y su atrio está revestido con veinte mil azulejos (551 metros cuadrados) con representaciones históricas del Norte del País del pintor Jorge Colaço instalados entre 1905 y 1906.
Entre otros temas, podemos ver:
- La batalla de Valdevez;
- Egas Moniz con sus hijos y el rey Alfonso VII de León y Castilla en el siglo XII;
- La entrada del rey Juan I y Felipa de Lancaster, en Oporto
- La conquista de Ceuta en 1415;
- La vida en el campo;
- Un friso de colores se dedica al desarrollo de los transportes en Portugal, concluyendo con la apertura de las vías férreas

La Estación de São Bento, es considerada por varios sitios y revistas como una de las más bellas estaciones de tren en Europa y en el Mundo.

## Servicios

### Comboios de Portugal
Es la sede de los Urbanos de Oporto, que une la Estación de São Bento con servicio urbanos de pasajeros con las regiones cercanas al área de Oporto.
| CP Urbanos do Porto         |
| --------------------------- |
| Líneas                      |
| Porto-São Bento ↔ Caíde     |
| Porto-São Bento ↔ Guimarães |
| Porto-São Bento ↔ Braga     |
| Porto-São Bento ↔ Aveiro    |
| Porto-São Bento ↔ Leixões   |

También la estación cuenta con servicios Regional (CP):
- InterRegional: Porto-Régua-Pocinho
- Regional: Porto-Régua

### Metro de Oporto
Cuenta con servicios de la Línea D del Metro de Oporto.

## Galería

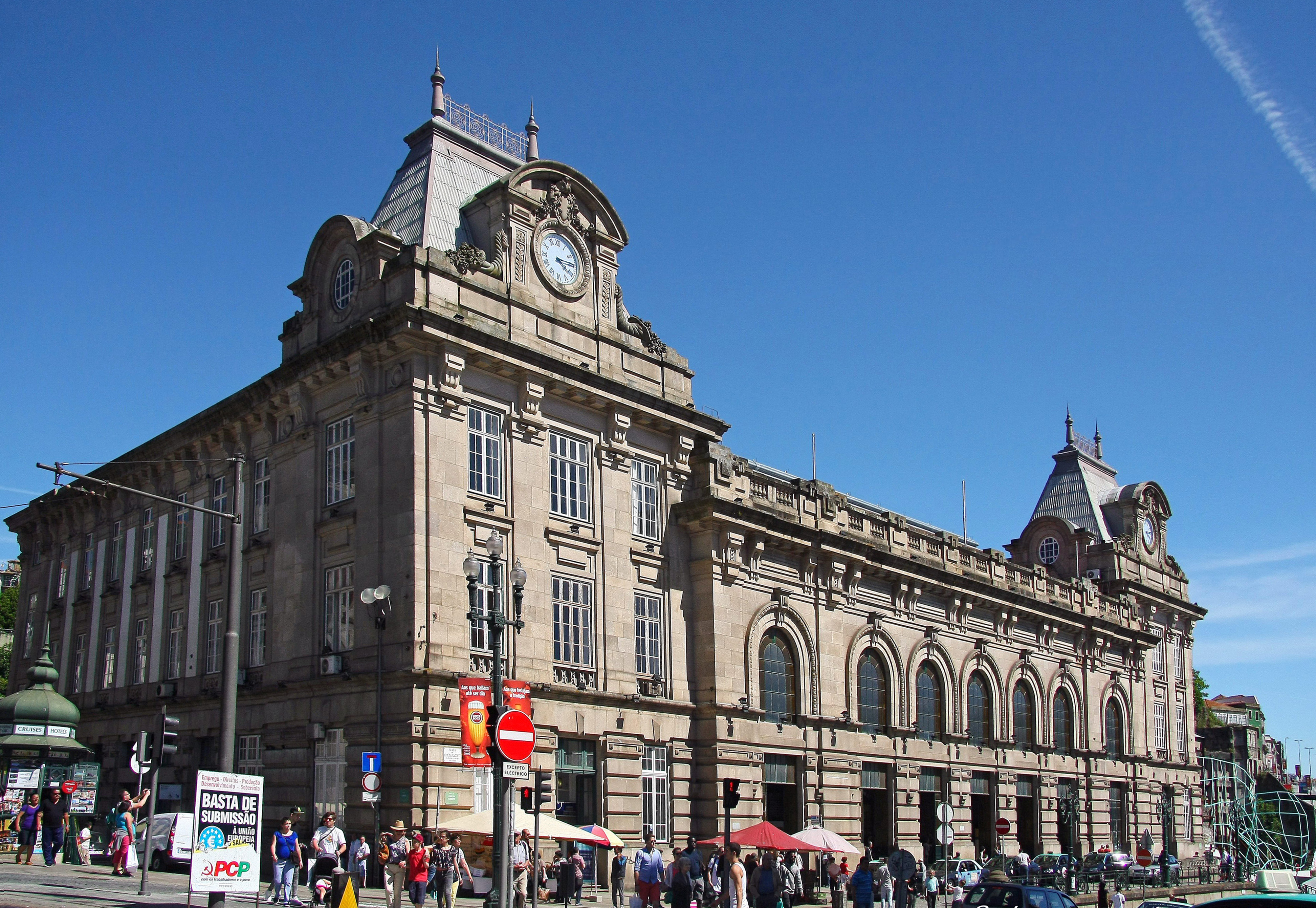
Exterior de la estación
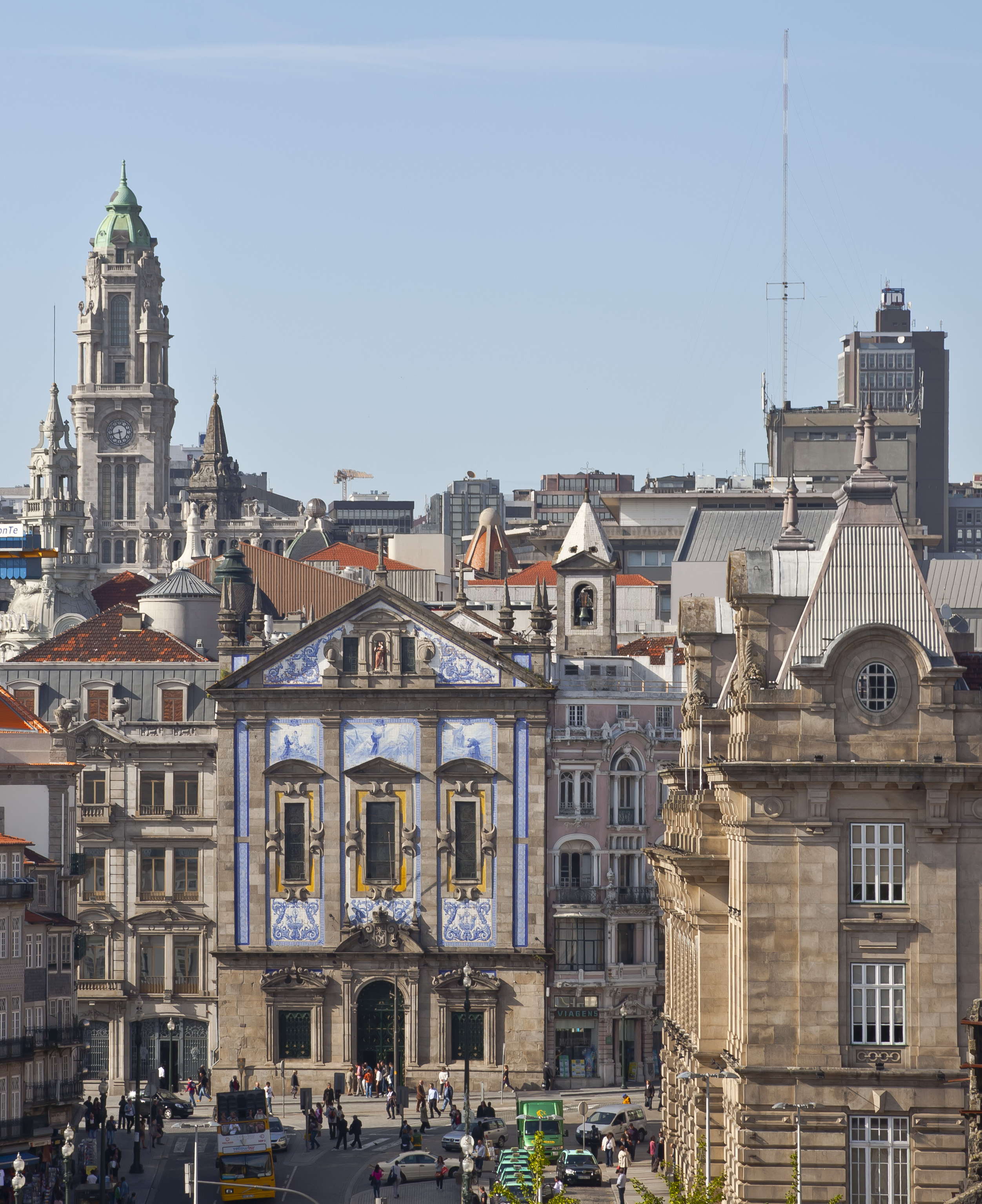
Iglesia de los Congregados al frente con la estación de San Bento a la derecha.
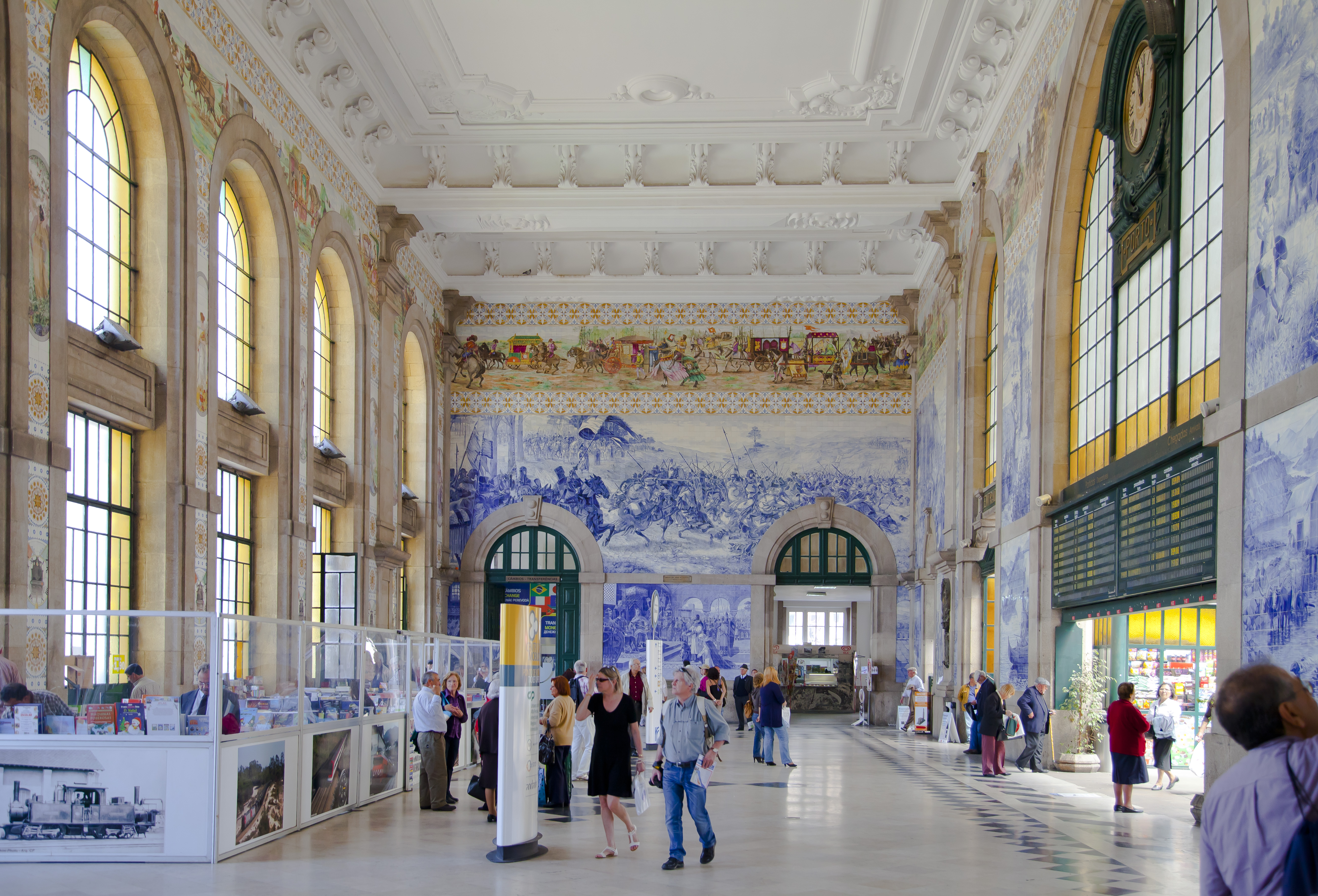
Sala de entrada.
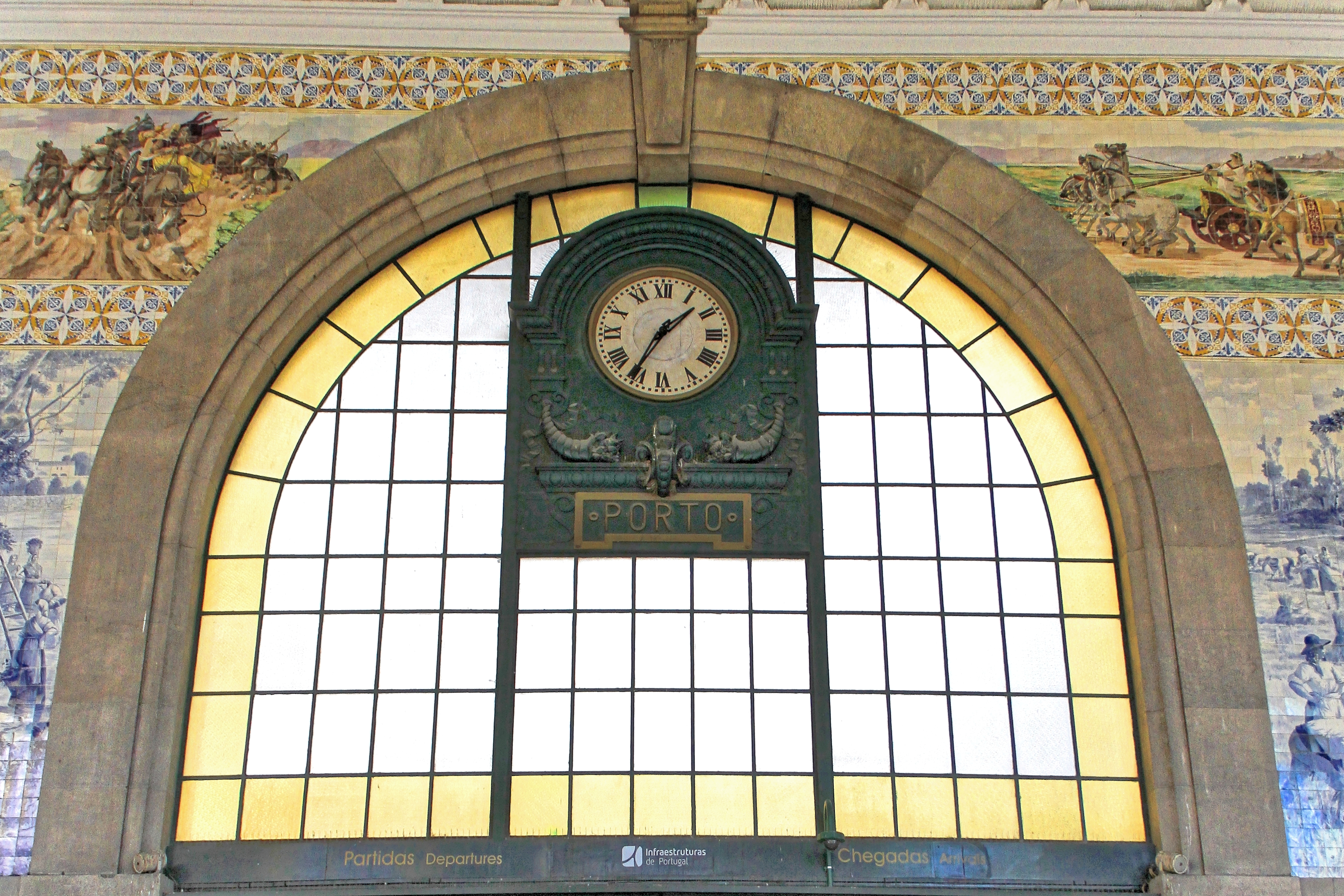
Reloj interior de la estación
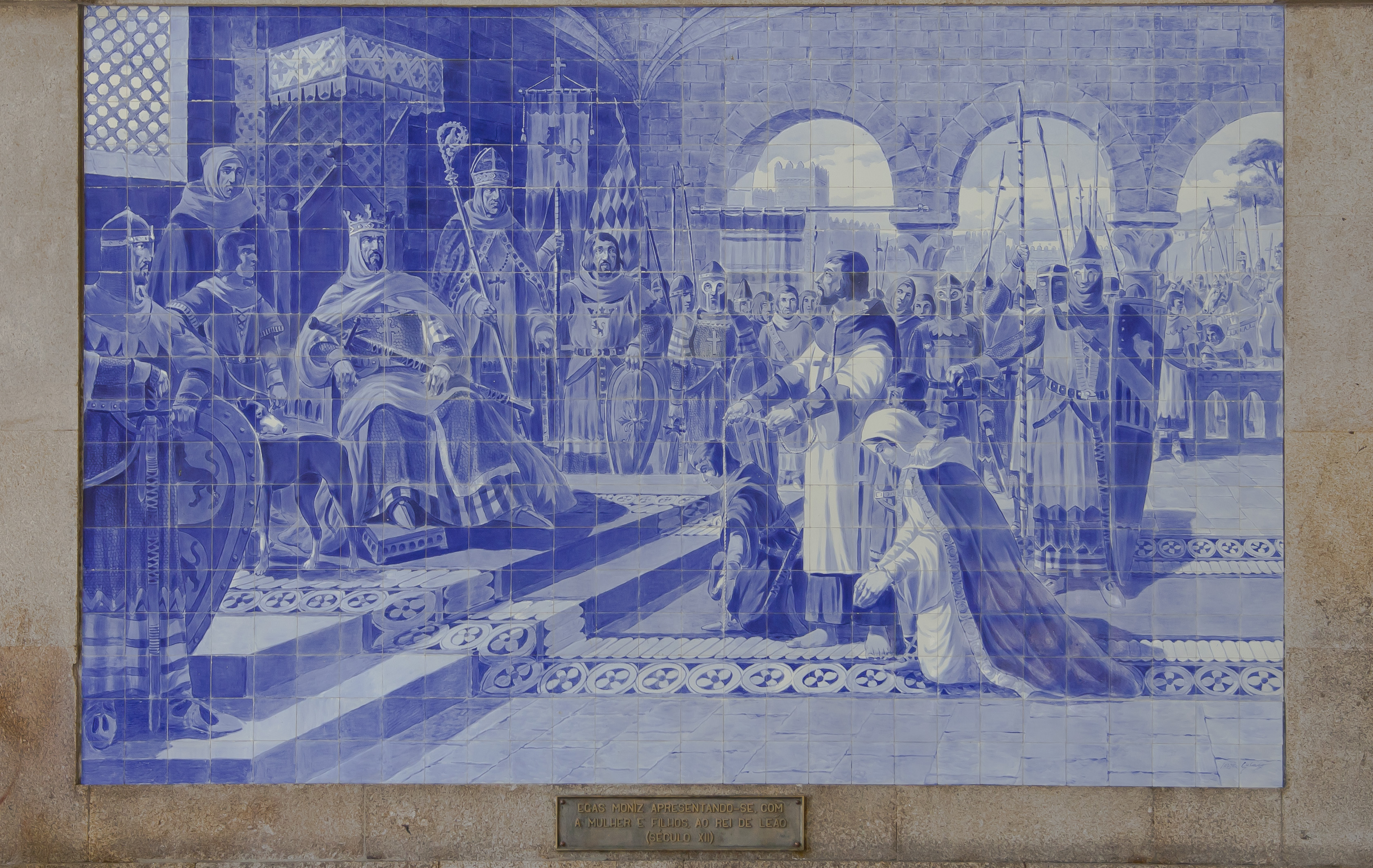
Detalle de los azulejos.
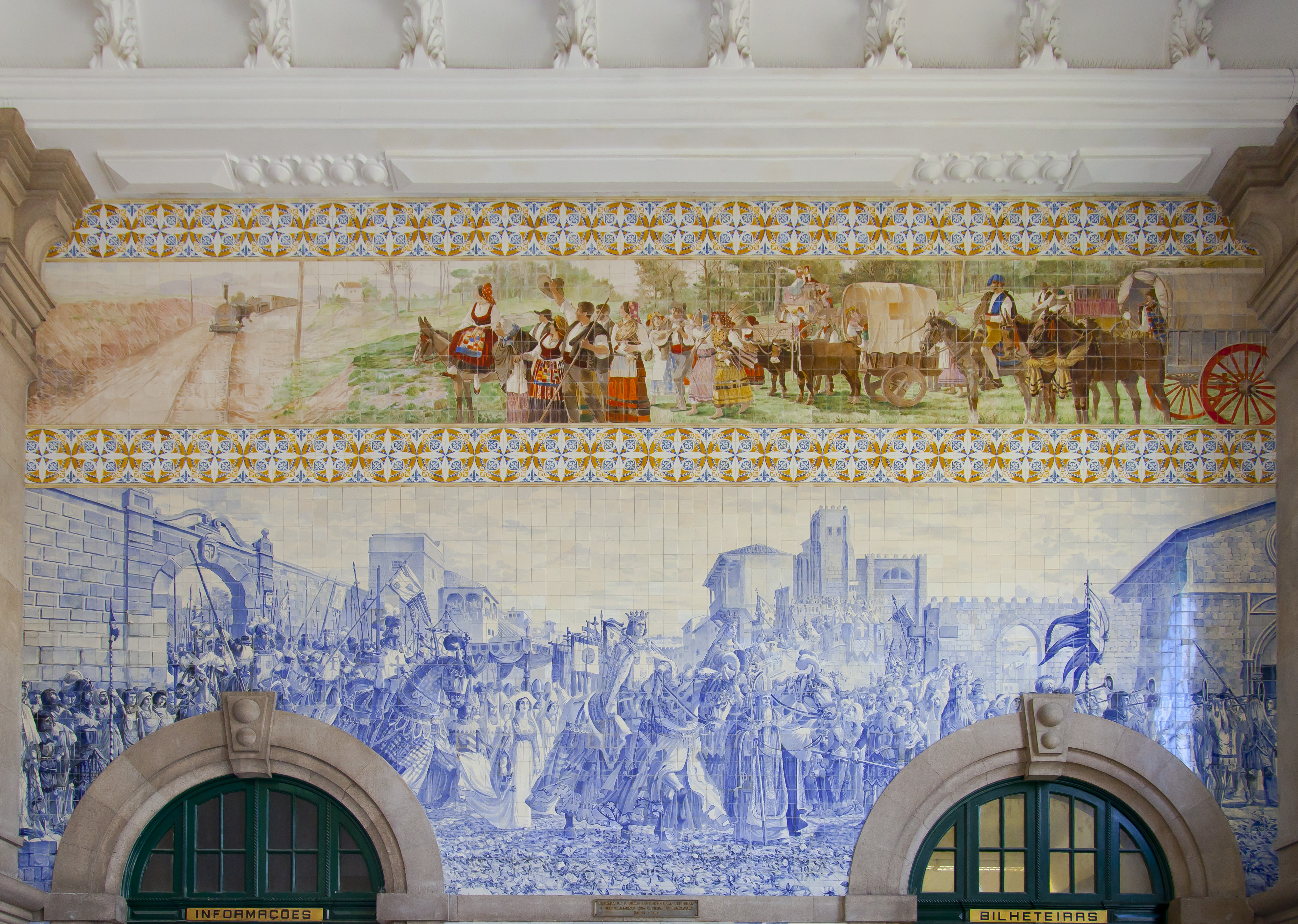
Diferentes tipos de azulejos.
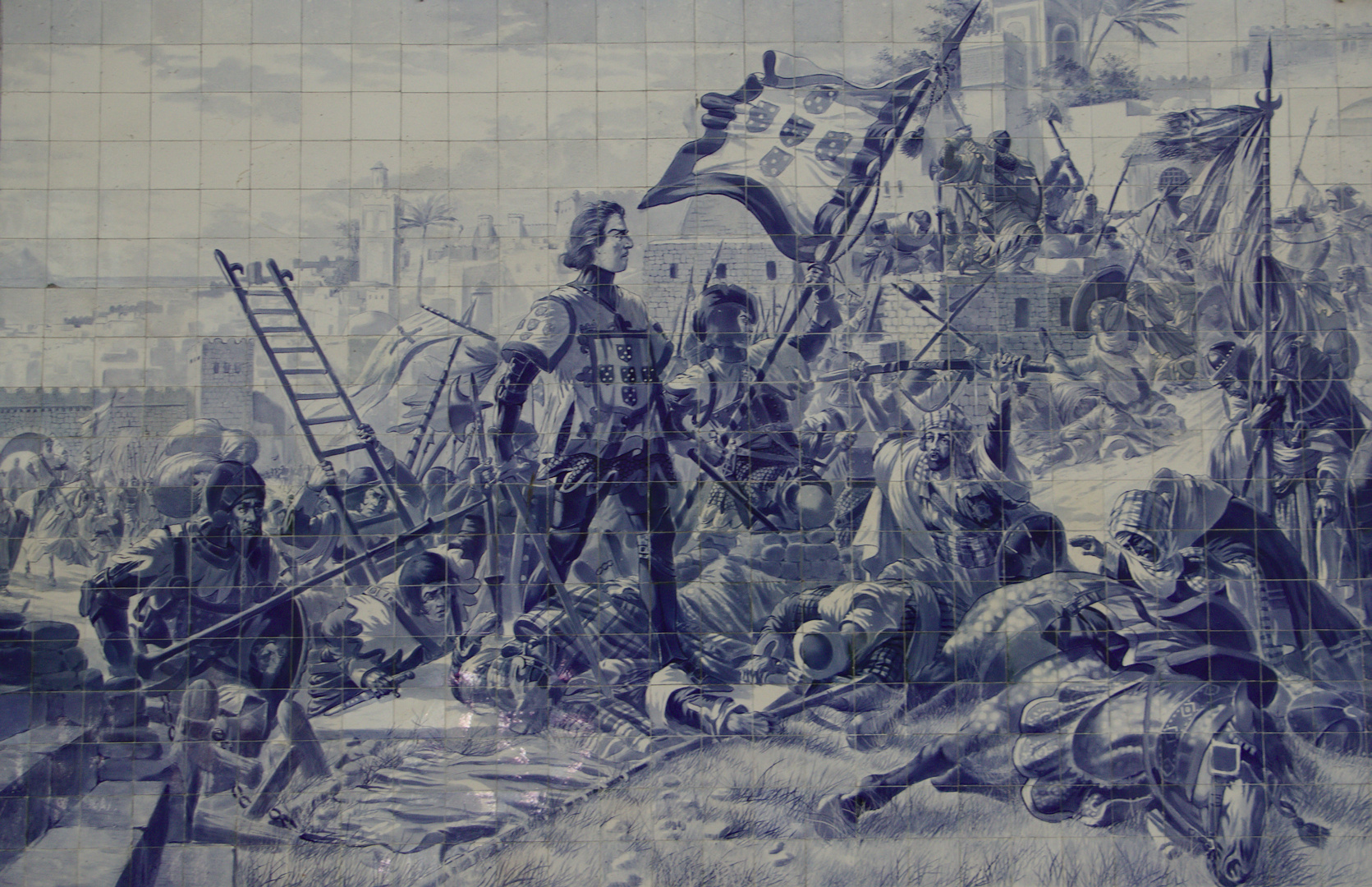
Infante Dom Henrique en la Conquista de Ceuta (Siglo XII)
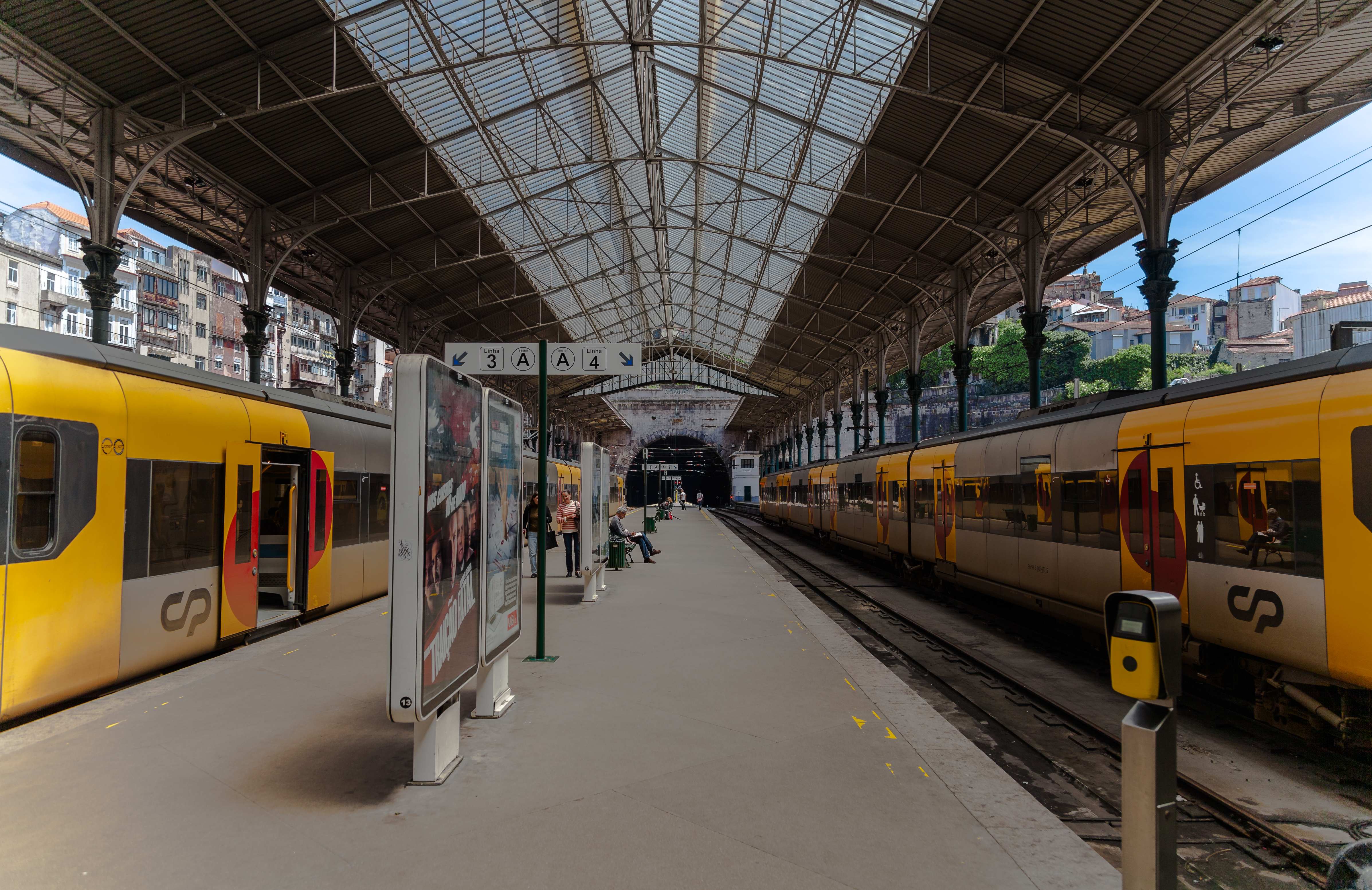
Andenes.
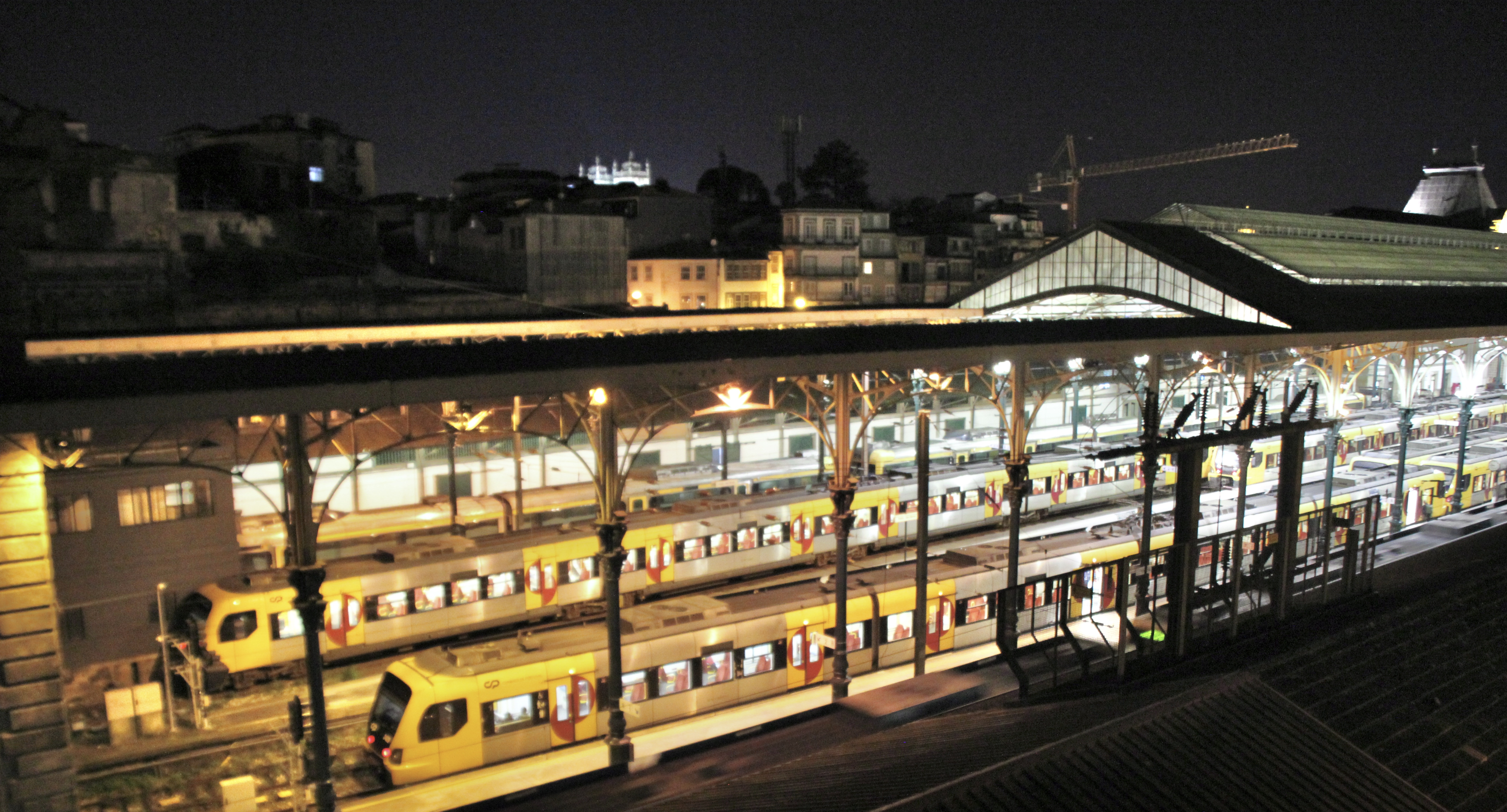
Vista aérea de los andenes
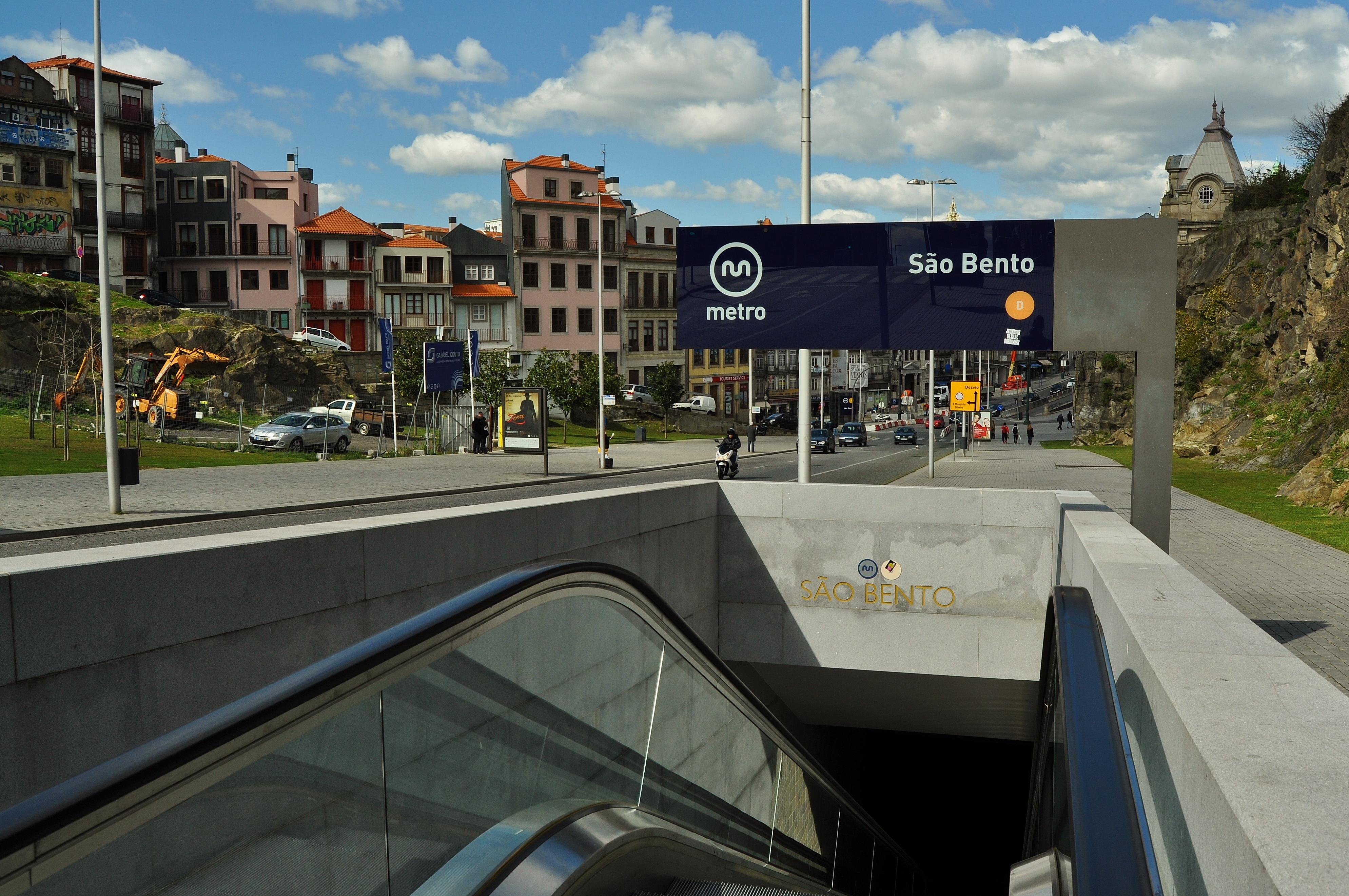
Acceso a la estación de metro
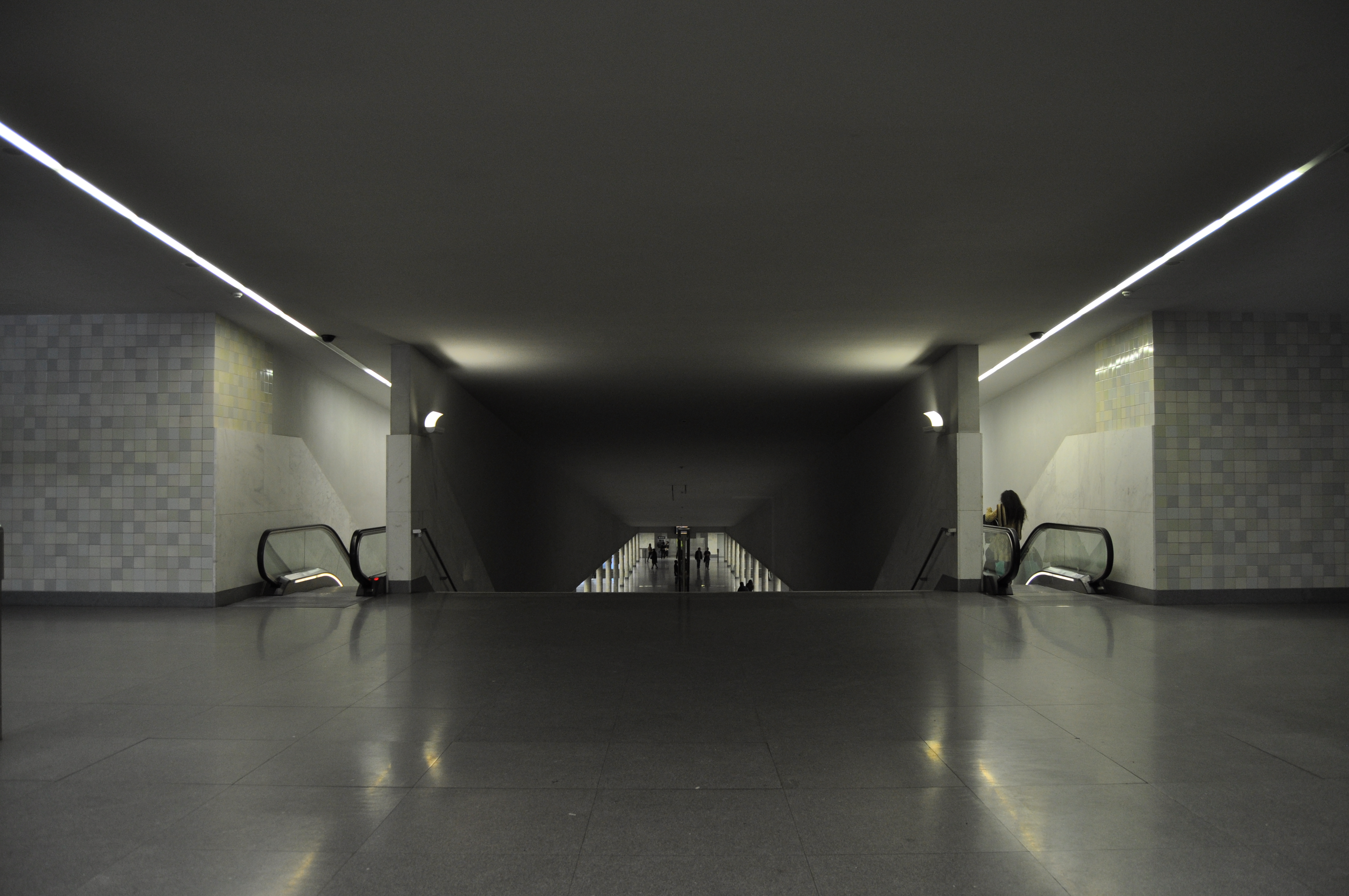
Interior de la estación de metro
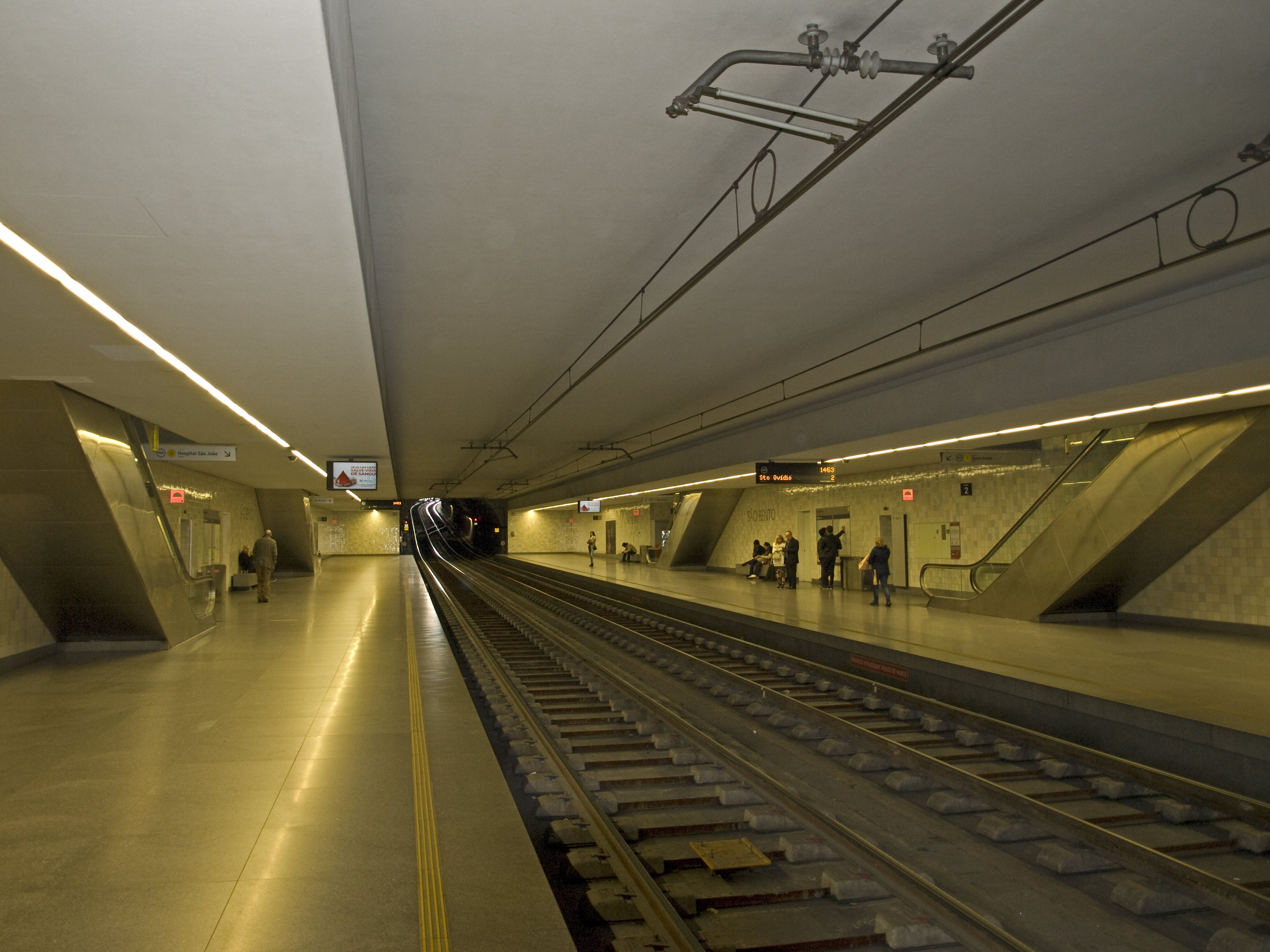
Andenes de metro de la Estación de Sao bento